# Synapha tibialis
Synapha tibialis är en tvåvingeart som först beskrevs av Daniel William Coquillett 1901.  Synapha tibialis ingår i släktet Synapha och familjen svampmyggor. Inga underarter finns listade i Catalogue of Life.